# Riccardo Cocciante
Riccardo Cocciante (ur. 20 lutego 1946 w Sajgonie) – włoski piosenkarz i kompozytor, autor kilku musicali, w tym Notre-Dame de Paris (1998). Zwycięzca Festiwalu Piosenki Włoskiej w San Remo w 1991 roku z piosenką „Se stiamo insieme”.

## Życiorys

### Wczesne lata
Urodzony w Sajgonie w 1946 roku jako syn Włocha i Francuzki, wyjechał z rodziną powodu wojny z Indochin i zamieszkał w Rzymie podejmując pracę w jednym z hoteli. Pomimo niskiego wzrostu odbył służbę wojskową, a pod koniec lat 60. pojawił się w lokalnych środowiskach muzycznych. 

### Lata 70.
Zadebiutował w 1972 roku albumem Mu, będącym czymś w rodzaju rock-opery, z tekstami Paula Casselli i Marca Lubertiego. W 1973 wydał album Poesia, również z tekstami firmowanymi przez spółkę Cassella–Luberti, który został zauważony dzięki promującemu go singlowi pod tym samym tytułem. Ten sam zespół zrealizował w 1974 album Anima, który dzięki pochodzącym z niego singlom „Bella senz’anima” i „Quando finisce un amore” stał się pierwszym wielkim sukcesem Riccarda Cocciante. W 1976 roku powrócił on na szczyty list przebojów z piosenką „Margherita” i albumem Concerto per Margherita. Mniejszym powodzeniem cieszyły się jego kolejne albumy, wydawane do końca dekady. W międzyczasie artyście udało się zdobyć popularność we Francji.

### Lata 80.
Lata 80. otworzył albumem Cervo a primavera (1980), napisanym po raz pierwszy wspólnie z Mogolem. Po nim wydał, napisany również wspólnie z Mogolem, album Cocciante, na którym wyróżniała się piosenka „Celeste nostalgia” (wydana też na singlu). Po eksperymentalnym, nagranym w Stanach Zjednoczonych albumie Sincerità (1983) powrócił do muzyki pop albumem Mare dei papaveri (kolejnym napisanym wspólnie z Mogolem), na którym znalazł się duet z Miną, „Questione di feeling”. Odbył tournée, udokumentowane w 1986 roku podwójnym albumem koncertowym Quando si vuole bene veramente. W 1987 roku nagrał album La grande avventura, do którego teksty napisali Mogol, Enrico Ruggeri i Lucio Dalla. Koniec lat 80 to kolejne tournée, Viva! i dokumentujący je, podwójny album koncertowy Viva! Cocciante (1988). Później artysta wyjechał z żoną Catherine Boutet do Stanów Zjednoczonych, gdzie mieszkał kilka lat.

### Lata 90.
Po kilku latach milczenia Riccardo Cocciante powrócił do Włoch i wystąpił na Festiwalu Piosenki Włoskiej w San Remo wygrywając go z piosenką „Se stiamo insieme”. Znalazła się ona na wydanym w tym samym roku albumie Cocciante, ostatnim napisanym wspólnie z Mogolem. Teksty do jego kolejnego albumu Eventi e mutamenti (1993) napisali różni autorzy. Cechą charakterystyczną jego następnego albumu, Un uomo felice (1994), były niemal wyłącznie duety nagrane z różnymi wykonawcami, między innymi z: Miną, Miettą, Cecilią Gasdią i Toscą.
W 1997 roku ukazał się album Innamorato, a w roku następnym – podwójny koncertowy Istantanea. We wrześniu 1998 roku w Paryżu odbyła się premiera musicalu Riccarda Cocciante Notre-Dame de Paris, napisanego do tekstu Luca Plamondona. Spektakl stał się międzynarodowym sukcesem, w tym w tak trudnych miejscach jak Londyn czy Las Vegas, a Riccardo Cocciante za 10 milionów sprzedanych płyt z nagraniem swego dzieła otrzymał w Monako World Music Award.

## XXI wiek
W 2002 roku Notre-Dame de Paris został wystawiony we Włoszech z tekstem przetłumaczonym przez Pasquale Panellę. W tym samym roku w Paryżu został wystawiony drugi musical Riccarda Cocciante, Le Petit Prince. W 2005 roku artysta wydał album Songs, na którym zaśpiewał w czterech językach: włoskim, francuskim, angielskim i hiszpańskim. W tym samym roku, w Rzymie, miała miejsce premiera jego kolejnego musicalu, Romeo i Julia, z librettem Pasquale Panelli. 35 młodych wykonawców (w wieku od 15 do 18 lat), śpiewających w różnych językach, zostało wybranych w 27 krajach na całym świecie. Premiera światowa musicalu odbyła się w czerwcu 2007 roku w Arena di Verona.
W 2009 roku Riccardo Cocciante ogłosił, iż jego aktywność koncertowa i nagraniowa będzie mniej intensywna, niż dotychczas. Latem 2012 roku powrócił jednak na trasę koncertową. W 2013 roku ukazał się jego album wspominkowy Sulle labbra e nel pensiero, zawierający 69 piosenek.

## Życie prywatne
Żonaty z Catherine Boutet, z którą ma syna Davida (ur. 1990) i która jest jego menadżerem. Oboje zamieszkali w Dublinie, po tym jak w 2007 roku oboje zostali skazani we Francji na karę więzienia za oszustwa podatkowe, popełnione na początku dekady.

## Odznaczenia
24 marca 1999 roku Prezydent Republiki Włoskiej Oscar Luigi Scalfaro uhonorował Riccarda Cocciante Orderem Zasługi Republiki Włoskiej w klasie II: Wielki Oficer.